# I Was So Unpopular in School and Now They're Giving Me This Beautiful Bicycle
I Was So Unpopular in School and Now They're Giving Me This Beautiful Bicycle (Tan impopular que era a l'escola i ara em regalen aquesta preciosa bicicleta), és el primer àlbum d'estudi del grup d'indie rock Billie The Vision and The Dancers. Va ser publicat l'any 2004 a través de la discogràfica d'autopublicació Love Will Pay The Bills Records, i des de llavors s'ofereix de franc en la seva pàgina web.
A l'estiu de 2009, la cançó "Summercat" va esdevenir molt popular a Espanya gràcies a la seva aparició en una campanya publicitària d'Estrella Damm.

## Llista de cançons
Totes les lletres escrites per Lars Lindquist, totes les cançons foren compostes per Lars Lindquist.
| Núm.          | Títol                 | Durada |
| ------------- | --------------------- | ------ |
| 1.            | «Summercat»           | 3:02   |
| 2.            | «Good and Bad»        | 3:16   |
| 3.            | «Nobel Square»        | 3:41   |
| 4.            | «Ask for More»        | 3:48   |
| 5.            | «Do You Remember»     | 4:41   |
| 6.            | «Stay Awake»          | 3:15   |
| 7.            | «City»                | 4:08   |
| 8.            | «Apologize»           | 3:27   |
| 9.            | «No One Knows You»    | 4:53   |
| 10.           | «Jackass»             | 3:12   |
| 11.           | «Want to Cannot Help» | 4:06   |
| Durada total: | Durada total:         | 41:29  |